# Mały Węgrzyn
Mały Węgrzyn – przysiółek wsi Węgrzyn w Polsce, położony w województwie świętokrzyskim, w powiecie koneckim, w gminie Radoszyce.
W latach 1975–1998 przysiółek administracyjnie należał do województwa kieleckiego.